# Jain (énekesnő)
Jeanne Galice (Toulouse, Franciaország, 1992. február 7.) művésznevén Jain, francia énekesnő, dalszerző. Debütáló albuma, a Zanaka 2015 novemberében jelent meg.

## Élete
Jain 1992. február 7-én született Toulouse-ban, Franciaországban. Édesapja szakmai követelményei miatt utazott körbe a földön: kilencéves korában elhagyta Franciaországot, és Dubajba költözött, ahol három évet töltött. Majd négy évig élt Kongóban, ahol igen érdeklődött a helyi dallamok iránt. Egy évet töltött Abu-Dzabiban, mielőtt Párizsba költözött, ahol egy művészeti iskola alapítványt indított. Utazásai befolyásolták a zenei stílusát. Arab dobon Közel-Keleten tanult meg játszani, a zenei programozást pedig Kongóban.

## Karrierje
Pointe-Noire-ban, Kongóban kezdett el dalokat írni. Ezután kiadta a demo-dalait a Myspace-en. Itt vette őt észre Dready, aki máig igazgatója. Yodelice is felfedezte ezeket a dalokat, és segített elindítani a karrierjét.
Yodelice lett a producere, ő dolgozott az első lemezén.
A 2015-ös Solidays, a Biarritz-i Nemzetközi Groove és a Bebop Fesztiválon is szerepelt.
„Zanaka” című debütáló albumát 2015. november 6-án adták ki. A „Zanaka” madagaszkári nyelven azt jelenti „gyerekek”, ezzel tiszteli meg édesanyját, aki francia-madagaszkári származású. A „Zanaka”-t 2016 februárjában aranylemezként minősítették, miután több mint 50 000 példányban értékesítették Franciaországban, 2018-ban a gyémánt minősítést (500 000) is megkapta.
2017. február 1-jén megjelent a „The Late Show with Stephen Colbert”-ben.
2017. április 25-én szerepelt a „Later... with Jools Holland” című televíziós műsorban.

## Diszkográfia

### Albumok
| Év   | Album  | Slágerlistás helyezés | Slágerlistás helyezés | Slágerlistás helyezés | Slágerlistás helyezés | Slágerlistás helyezés | Eladott példányok        |
| Év   | Album  | FRA                   | BEL (WA)              | ITA                   | SPA                   | SWI                   | Eladott példányok        |
| ---- | ------ | --------------------- | --------------------- | --------------------- | --------------------- | --------------------- | ------------------------ |
| 2015 | Zanaka | 5                     | 4                     | 74                    | 68                    | 17                    | - Franciaország: 300 000 |

### Kislemezek
| Év   | Kislemez | Slágerlistás helyezés | Slágerlistás helyezés | Slágerlistás helyezés | Slágerlistás helyezés | Slágerlistás helyezés | Eladott példányok        |
| Év   | Kislemez | FRA                   | BEL (WA)              | ITA                   | POL                   | SPA                   | Eladott példányok        |
| ---- | -------- | --------------------- | --------------------- | --------------------- | --------------------- | --------------------- | ------------------------ |
| 2015 | Come     | 1                     | 5                     | 20                    | 8                     | 1                     | - Franciaország: 250 000 |
| 2016 | Makeba   | 7                     | 27                    | —                     | —                     | —                     | - Franciaország: 75 000  |

## Díjak és jelölések
| Év   | Díj                            | Jelölés     | Kategória           | Eredmény | Jegyz  |
| ---- | ------------------------------ | ----------- | ------------------- | -------- | ------ |
| 2016 | Victoires de la Musique        | Zanaka      | Revolutionary Album | Jelölve  | [ 5 ]  |
| 2017 | Victoires de la Musique        | Zanaka Tour | Best Tour           | Jelölve  |        |
| 2017 | Victoires de la Musique        | Makeba      | Best Music Video    | Elnyerte |        |
| 2017 | Victoires de la Musique        | Herself     | Best Female Singer  | Elnyerte |        |
| 2017 | MTV Europe Music Awards        | Herself     | Best French Act     | Jelölve  |        |
| 2017 | European Border Breakers Award | Herself     | Best French Act     | Elnyerte | [ 16 ] |

## Fordítás
- Ez a szócikk részben vagy egészben  a   Jain (singer) című angol Wikipédia-szócikk fordításán alapul.  Az eredeti cikk szerkesztőit annak laptörténete sorolja fel. Ez a jelzés csupán a megfogalmazás eredetét és a szerzői jogokat jelzi, nem szolgál a cikkben szereplő információk forrásmegjelöléseként.